# Senna (miniserie)
Senna es una miniserie dramática biográfica brasileña producida por Netflix en asociación con Senna Brands, que aborda la vida y carrera profesional del piloto de automovilismo Ayrton Senna (1960-1994). Creada por Vicente Amorim y dirigida por Amorim y Júlia Rezende. La serie se estrenó el 29 de noviembre de 2024.

## Sinopsis
La miniserie contará la historia de Ayrton Senna, uno de los pilotos más destacados del automovilismo brasileño, abarcando su carrera profesional en las pistas, su fama mundial, sus relaciones familiares y sentimentales, y su muerte el 1 de mayo de 1994 en un trágico accidente durante el Gran Premio de San Marino de Fórmula 1.

## Reparto

### Familia
- Gabriel Leone como Ayrton Senna[4][5]
- Camila Márdila como Viviane Senna, hermana de Senna[6]
- Susana Ribeiro como Neyde Joana Senna, madre de Senna[1]
- Marco Ricca como Milton Guirado Theodoro da Silva, padre de Senna[1]
- Nicolas Cruz como Leonardo Senna, hermano de Senna[1]

### Amigos
- Alice Wegmann como Lílian de Vasconcellos Souza, amiga y esposa de Senna en 1981[7][8]
- Pâmela Tomé como Xuxa Meneghel, pareja de Senna entre 1988 y 1990[9][10]
- Julia Foti como Adriane Galisteu, última pareja de Senna[1]
- Christian Malheiros como Maurinho, amigo de Senna[11]

### Periodistas
- Kaya Scodelario como Laura Harrison, periodista británica-brasileña (personaje ficticio)[12][13]
- Gabriel Louchard como Galvão Bueno, periodista y presentador brasileño[14]
- Leon Ockenden como James Hunt, periodista británico, campeón mundial de Fórmula 1 en 1976
- Joe Hurst como Keith Sutton, fotógrafo que ayuda a promocionar la carrera de Senna

### Personalidades del automovilismo
- Arnaud Viard como Jean-Marie Balestre, presidente de la FIA entre 1985 y 1993
- Rob Compton como Terry Fullerton, rival y amigo de Senna
- Nahuel Monasterio como Enrique Mansilla, rival de Senna en Fórmula Ford
- James Marlowe como Ralph Firman Sr., jefe de Senna en Fórmula Ford
- Charlie Hamblett como Martin Brundle, rival de Senna en Fórmula 3
- Daniel Crossley como Dick Bennetts, jefe de Senna en Fórmula 3
- Tom McKay de Alex Hawkridge, director de Toleman
- Richard Clothier como Peter Warr, director de Team Lotus
- Matt Mella como Alain Prost, piloto francés, rival y compañero de Senna en McLaren, campeón del mundo en 1985, 1986, 1989 y 1993 [15]
- Johannes Heinrichs como Niki Lauda, piloto austriaco campeón de Fórmula 1 en 1975, 1977 y 1984
- Hugo Bonemer como Nelson Piquet, piloto brasileño y campeón mundial de Fórmula 1 en 1981, 1983 y 1987
- Javier Marang como Keke Rosberg, piloto finlandés y campeón mundial de Fórmula 1, en 1982[16]
- Ataliva Cassiet como Nigel Mansell, piloto británico y campeón de Fórmula 1, en 1992
- Keisuke Hoashi como Osamu Gotō, ingeniero jefe de Honda en Lotus y McLaren
- Patrick Kennedy como Ron Dennis, director de McLaren
- Felix Mayr como Gerhard Berger, compañero de Senna en McLaren entre 1990 y 1992
- Gastón Frías como Damon Hill, compañero de Senna en Williams en 1994
- Steven Mackintosh como Frank Williams, director de Williams
- Tom Mannion como Sid Watkins, médico de la Fórmula 1 y amigo de Senna
- Felipe Prioli como Riccardo Patrese, piloto de Fórmula 1
- João Maestri como Rubens Barrichello, piloto de Fórmula 1
- Lucca Messer como Roland Ratzenberger, piloto de Fórmula 1